# Panorpa fulvicaudaria
Panorpa fulvicaudaria är en näbbsländeart som beskrevs av Tsutome Miyake 1913. 
Panorpa fulvicaudaria ingår i släktet Panorpa och familjen skorpionsländor. Inga underarter finns listade i Catalogue of Life.